# As Borboletas Também Amam
As Borboletas Também Amam é um filme brasileiro de drama de 1979. O roteiro, direção, e a produção de J. B. Tanko.
É um romance dramático, a partir do reencontro de duas vizinhas, Mônica e Virginia.

## Produção
O filme foi produzido no Rio de Janeiro, com a ajuda de patrocínio da Empresa Brasileira de Filmes (EMBRAFILME) 
, que agitou a década de 1970 produzindo vários filmes que mudaram a estética, política e economia da história do audiovisual brasileiro.

## Lançamento
Foi exibido pela primeira vez no Rio de Janeiro em 23 de abril de 1979. No dia 21 de maio foi exibido em São Paulo, e depois em mais duas localidades Campinas no dia 21 de maio e em Santos no dia 28.[carece de fontes?]

## Elenco
- Angelina Muniz.... Mônica
- Rossana Ghessa.... Virgínia
- Paulo Porto.... Professor Raimundo
- Neila Tavares.... Matilde (Esposa de Raimundo)
- Arlindo Barreto.... Flávio
- Nestor de Montemar.... Carlito (Empregado do bordel)
- Nélia Paula.... Madame Lou
- Francisco Di Franco.... Amante de Matilde
- Wilson Grey.... Tarado
- Abel Prazer.... Carlos
- Carlos Kurt.... Tarado
- Catalina Bonaky.... Senhora no ônibus
- Lia Farrel.... Mãe de Mônica
- José Carlos Sanches.... Amigo de Mônica